# Padilla (Bolivien)
Padilla ist eine Landstadt im Departamento Chuquisaca im südamerikanischen Anden-Staat Bolivien. Der ursprüngliche Name der Stadt war San Miguel de La Laguna, später wurde sie in San Juan de Rodas und dann in La Laguna umbenannt.

## Lage im Nahraum
Padilla ist der Sitz der Verwaltung der Provinz Tomina und der zentrale Ort des Municipios Padilla. Die Stadt liegt auf einer Höhe von 2086 m in einem der Seitentäler am Ostabhang der bolivianischen Cordillera Central.

## Geographie
Padilla liegt im Übergangsbereich zwischen der Anden-Gebirgskette der Cordillera Central und dem bolivianischen Tiefland.
Die mittlere Durchschnittstemperatur der Region liegt bei etwa 18 °C (siehe Klimadiagramm Padilla) und schwankt nur unwesentlich zwischen 14,5 °C im Juni und Juli und knapp 20 °C von November bis Januar. Der Jahresniederschlag beträgt etwa 650 mm, bei einer ausgeprägten Trockenzeit von Mai bis August mit Monatsniederschlägen unter 10 mm, und einer Feuchtezeit von Dezember bis Februar mit 110 bis 120 mm Monatsniederschlag.

## Verkehrsnetz
Padilla liegt in einer Entfernung von 187 Straßenkilometern östlich der Departamento-Hauptstadt Sucre.
Die Stadt liegt an der 976 Kilometer langen Nationalstraße Ruta 6, die Sucre mit dem bolivianischen Tiefland verbindet. Die Straße nach Sucre ist auf den 120 Kilometer von Padilla bis Tarabuco unbefestigt und trägt erst anschließend eine Asphaltdecke.

## Bevölkerung
Die Einwohnerzahl des Ortes ist in den vergangenen beiden Jahrzehnten auf nahezu das Doppelte angestiegen:
| Jahr | Einwohner | Quelle       |
| ---- | --------- | ------------ |
| 1992 | 2244      | Volkszählung |
| 2001 | 2714      | Volkszählung |
| 2012 | 3314      | Volkszählung |
| 2024 |           | Volkszählung |

Die Region weist einen nennenswerten Anteil an Quechua-Bevölkerung auf, im Municipio Padilla sprechen 20,3 Prozent der Bevölkerung Quechua.